# Arrigo da Campione
Arrigo da Campione (Campione d'Italia, 1220 – 1270 circa) è stato uno scultore e architetto italiano.